# Sinecura

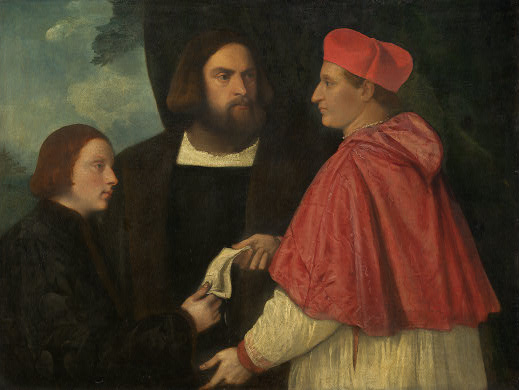
Marco Comaro

Uma sinecura (do latim sine, "sem", e cura, "cuidado") é um tipo de emprego ou função, quase sempre em cargo público, que praticamente não requer responsabilidade, trabalho ou serviço ativo. Historicamente, as sinecuras servem como instrumento de poder dos governantes, que as concedem em troca de favores políticos. Nesse sentido, esta se vincula à prática do nepotismo.
Embora sinecuras não exerçam nenhum poder político de facto, podem apresentar poder de jure. Em alguns governos, como o do Reino Unido e Canadá, as sinecuras possuem um caráter oficial de honraria e, como tal, são concedidas a políticos ligados ao governo.